# ماكسيم ليمان
ماكسيم ليمان (بالفرنسية: Maxime Lehmann)‏
```
(
17 ديسمبر
 
1906
 في 
سويسرا
 - 
24 أبريل
 
2009
) هو 
لاعب كرة قدم
 
فرنسي
 
وسويسرا
 في 
مركز
 
الوسط
.
[
1
]
[
2
]
 شارك مع 
منتخب فرنسا لكرة القدم
. أما مع 
النوادي
، فقد لعب مع 
نادي بازل
 
ونادي بيل-بيين
 
ونادي سوشو
 
ونادي فرنسا
 و
FC Concordia Basel
 
[الإنجليزية]
‏
 و
Club Français
 
[الإنجليزية]
‏
.
```

## وصلات خارجية
- ماكسيم ليمان على موقع ناشيونال فوتبول تيمز (الإنجليزية)
- ماكسيم ليمان على موقع عالم كرة القدم.نت (الإنجليزية)